# مدار ۴۵ درجه شمالی
مدار ۴۵ درجه شمالی، دایره‌ای از عرض جغرافیایی است که در ۴۵ درجه شمال خط استوا قرار دارد. و از اروپا، آسیا، اقیانوس آرام، آمریکای شمالی و اقیانوس اطلس عبور می‌کند.

## گذر از مناطق
از نصف‌النهار مبدأ شروع می‌شود و به سمت مشرق ۴۵ درجه شمالی از موارد زیر گذر می‌کند:
| مختصات‌ها                                             | کشور، قلمرو یا دریا | توضیحات |
| ---------------------------------------------------- | ------------------- | --- |
| ۴۵°۰′ شمالی ۰°۰′ شرقی / ۴۵٫۰۰۰°شمالی ۰٫۰۰۰°شرقی      | فرانسه              | ناحیه آکیتن پیرنه میانه لیموزین (فرانسه) اوورنی رون-آلپ - گذرکردن از جنوب گرونوبل پروانس آلپ-کوت دازور                     |
| ۴۵°۰′ شمالی ۶°۴۴′ شرقی / ۴۵٫۰۰۰°شمالی ۶٫۷۳۳°شرقی     | ایتالیا             | پیمونت - گذرکردن از جنوب تورین لمباردی امیلیا-رومانیا - گذرکردن از جنوب پیاچنزا لمباردی ونتو - گذرکردن از جنوب روویگو      |
| ۴۵°۰′ شمالی ۱۲°۲۷′ شرقی / ۴۵٫۰۰۰°شمالی ۱۲٫۴۵۰°شرقی   | دریای آدریاتیک      | خلیج ونیز |
| ۴۵°۰′ شمالی ۱۳°۴۴′ شرقی / ۴۵٫۰۰۰°شمالی ۱۳٫۷۳۳°شرقی   | کرواسی              | ایستریا، جزیرهٔ کرس (کرواسی) و کرک (جزیره), and the mainland again                                                          |
| ۴۵°۰′ شمالی ۱۵°۴۶′ شرقی / ۴۵٫۰۰۰°شمالی ۱۵٫۷۶۷°شرقی   | بوسنی و هرزگوین     | |
| ۴۵°۰′ شمالی ۱۸°۴۴′ شرقی / ۴۵٫۰۰۰°شمالی ۱۸٫۷۳۳°شرقی   | کرواسی              | |
| ۴۵°۰′ شمالی ۱۹°۶′ شرقی / ۴۵٫۰۰۰°شمالی ۱۹٫۱۰۰°شرقی    | صربستان             | گذرکردن از شمال بلگراد |
| ۴۵°۰′ شمالی ۲۱°۲۴′ شرقی / ۴۵٫۰۰۰°شمالی ۲۱٫۴۰۰°شرقی   | رومانی              | گذرکردن از شمال پلویشت |
| ۴۵°۰′ شمالی ۲۹°۳۹′ شرقی / ۴۵٫۰۰۰°شمالی ۲۹٫۶۵۰°شرقی   | دریای سیاه          | |
| ۴۵°۰′ شمالی ۳۳°۳۶′ شرقی / ۴۵٫۰۰۰°شمالی ۳۳٫۶۰۰°شرقی   | اوکراین             | شبه جزیره کریمه - گذرکردن از شمال سیمفروپول، و فقط جنوب فئودوسیا                                                           |
| ۴۵°۰′ شمالی ۳۵°۲۴′ شرقی / ۴۵٫۰۰۰°شمالی ۳۵٫۴۰۰°شرقی   | دریای سیاه          | |
| ۴۵°۰′ شمالی ۳۷°۱۳′ شرقی / ۴۵٫۰۰۰°شمالی ۳۷٫۲۱۷°شرقی   | روسیه               | گذرکردن از جنوب کراسنودار، و فقط جنوب استاوروپول                                                                           |
| ۴۵°۰′ شمالی ۴۷°۱۵′ شرقی / ۴۵٫۰۰۰°شمالی ۴۷٫۲۵۰°شرقی   | دریای خزر           | |
| ۴۵°۰′ شمالی ۵۱°۴′ شرقی / ۴۵٫۰۰۰°شمالی ۵۱٫۰۶۷°شرقی    | قزاقستان            | استان مانغیستاو |
| ۴۵°۰′ شمالی ۵۶°۰′ شرقی / ۴۵٫۰۰۰°شمالی ۵۶٫۰۰۰°شرقی    | ازبکستان            | قره‌قالپاقستان (جمهوری خودمختار) - شامل Vozrozhdeniya Island در دریاچه آرال                                                 |
| ۴۵°۰′ شمالی ۵۹°۵۰′ شرقی / ۴۵٫۰۰۰°شمالی ۵۹٫۸۳۳°شرقی   | قزاقستان            | استان قیزیل‌اوردا استان قزاقستان جنوبی استان جامبیل استان آلماتی                                                            |
| ۴۵°۰′ شمالی ۸۰°۲′ شرقی / ۴۵٫۰۰۰°شمالی ۸۰٫۰۳۳°شرقی    | چین                 | سین‌کیانگ (autonomous region)                                                                                               |
| ۴۵°۰′ شمالی ۹۳°۱۳′ شرقی / ۴۵٫۰۰۰°شمالی ۹۳٫۲۱۷°شرقی   | مغولستان            | استان گاوی-آلتای استان بایان خونگور استان اوورخنگای استان دوندگاوی استان دارناگاوی                                         |
| ۴۵°۰′ شمالی ۱۱۱°۴۶′ شرقی / ۴۵٫۰۰۰°شمالی ۱۱۱٫۷۶۷°شرقی | چین                 | مغولستان داخلی |
| ۴۵°۰′ شمالی ۱۱۲°۳۱′ شرقی / ۴۵٫۰۰۰°شمالی ۱۱۲٫۵۱۷°شرقی | مغولستان            | استان سوخباتر |
| ۴۵°۰′ شمالی ۱۱۴°۷′ شرقی / ۴۵٫۰۰۰°شمالی ۱۱۴٫۱۱۷°شرقی  | چین                 | مغولستان داخلی جی‌لین هیلونگ‌جیانگ                                                                                           |
| ۴۵°۰′ شمالی ۱۳۱°۳۰′ شرقی / ۴۵٫۰۰۰°شمالی ۱۳۱٫۵۰۰°شرقی | روسیه               | سرزمین پریمورسکی |
| ۴۵°۰′ شمالی ۱۳۶°۳۷′ شرقی / ۴۵٫۰۰۰°شمالی ۱۳۶٫۶۱۷°شرقی | دریای ژاپن          | گذرکردن از جنوب جزیره ریشیری، ژاپن                                                                                         |
| ۴۵°۰′ شمالی ۱۴۱°۴۱′ شرقی / ۴۵٫۰۰۰°شمالی ۱۴۱٫۶۸۳°شرقی | ژاپن                | جزیرهٔ هوکایدو |
| ۴۵°۰′ شمالی ۱۴۲°۳۲′ شرقی / ۴۵٫۰۰۰°شمالی ۱۴۲٫۵۳۳°شرقی | دریای اختسک         | |
| ۴۵°۰′ شمالی ۱۴۷°۳۱′ شرقی / ۴۵٫۰۰۰°شمالی ۱۴۷٫۵۱۷°شرقی | جزایر کوریل         | جزیرهٔ Iturup, تحت کنترل روسیه، ادعا شده توسط ژاپن                                                                          |
| ۴۵°۰′ شمالی ۱۴۷°۵۹′ شرقی / ۴۵٫۰۰۰°شمالی ۱۴۷٫۹۸۳°شرقی | اقیانوس آرام        | |
| ۴۵°۰′ شمالی ۱۲۴°۱′ غربی / ۴۵٫۰۰۰°شمالی ۱۲۴٫۰۱۷°غربی  | ایالات متحده آمریکا | اورگن آیداهو مونتانا (ایالت) / وایومینگ border (approximate) داکوتای جنوبی مینه‌سوتا - passing through مینیاپولیس ویسکانسین |
| ۴۵°۰′ شمالی ۸۷°۳۷′ غربی / ۴۵٫۰۰۰°شمالی ۸۷٫۶۱۷°غربی   | دریاچه میشیگان      | Green Bay - قلمروهای دریایی ایالات متحده آمریکا                                                                            |
| ۴۵°۰′ شمالی ۸۷°۲۱′ غربی / ۴۵٫۰۰۰°شمالی ۸۷٫۳۵۰°غربی   | ایالات متحده آمریکا | ویسکانسین - Door Peninsula                                                                                                 |
| ۴۵°۰′ شمالی ۸۷°۹′ غربی / ۴۵٫۰۰۰°شمالی ۸۷٫۱۵۰°غربی    | دریاچه میشیگان      | قلمروهای دریایی ایالات متحده آمریکا                                                                                        |
| ۴۵°۰′ شمالی ۸۶°۹′ غربی / ۴۵٫۰۰۰°شمالی ۸۶٫۱۵۰°غربی    | ایالات متحده آمریکا | میشیگان - South Manitou Island                                                                                             |
| ۴۵°۰′ شمالی ۸۶°۵′ غربی / ۴۵٫۰۰۰°شمالی ۸۶٫۰۸۳°غربی    | دریاچه میشیگان      | قلمروهای دریایی ایالات متحده آمریکا                                                                                        |
| ۴۵°۰′ شمالی ۸۵°۴۷′ غربی / ۴۵٫۰۰۰°شمالی ۸۵٫۷۸۳°غربی   | ایالات متحده آمریکا | میشیگان |
| ۴۵°۰′ شمالی ۸۳°۲۶′ غربی / ۴۵٫۰۰۰°شمالی ۸۳٫۴۳۳°غربی   | دریاچه هورون        | قلمروهای دریایی ایالات متحده آمریکا و کانادا                                                                               |
| ۴۵°۰′ شمالی ۸۱°۲۷′ غربی / ۴۵٫۰۰۰°شمالی ۸۱٫۴۵۰°غربی   | کانادا              | انتاریو - Bruce Peninsula                                                                                                  |
| ۴۵°۰′ شمالی ۸۱°۱۱′ غربی / ۴۵٫۰۰۰°شمالی ۸۱٫۱۸۳°غربی   | دریاچه هورون        | Georgian Bay - قلمرو دریایی کانادا                                                                                         |
| ۴۵°۰′ شمالی ۷۹°۵۹′ غربی / ۴۵٫۰۰۰°شمالی ۷۹٫۹۸۳°غربی   | کانادا              | انتاریو |
| ۴۵°۰′ شمالی ۷۴°۵۴′ غربی / ۴۵٫۰۰۰°شمالی ۷۴٫۹۰۰°غربی   | ایالات متحده آمریکا | نیویورک - حدود 10&nbsp;km                                                                                                  |
| ۴۵°۰′ شمالی ۷۴°۴۶′ غربی / ۴۵٫۰۰۰°شمالی ۷۴٫۷۶۷°غربی   | کانادا              | انتاریو - Cornwall Island · کبک (استان) - عبور کردن از شمال مرز با نیویورک، ایالات متحده آمریکا                            |
| ۴۵°۰′ شمالی ۷۳°۵۴′ غربی / ۴۵٫۰۰۰°شمالی ۷۳٫۹۰۰°غربی   | ایالات متحده آمریکا | نیویورک - عبور کردن از جنوب مرز با کبک، کانادا · ورمانت - عبور کردن از جنوب مرز با کبک، کانادا · نیوهمپشایر · مین (ایالت)  |
| ۴۵°۰′ شمالی ۶۷°۴′ غربی / ۴۵٫۰۰۰°شمالی ۶۷٫۰۶۷°غربی    | Passamaquoddy Bay   | |
| ۴۵°۰′ شمالی ۶۷°۰′ غربی / ۴۵٫۰۰۰°شمالی ۶۷٫۰۰۰°غربی    | کانادا              | Deer Island, نیوبرانزویک                                                                                                   |
| ۴۵°۰′ شمالی ۶۶°۵۷′ غربی / ۴۵٫۰۰۰°شمالی ۶۶٫۹۵۰°غربی   | خلیج فاندی          | قلمرو دریایی کانادا |
| ۴۵°۰′ شمالی ۶۵°۱۰′ غربی / ۴۵٫۰۰۰°شمالی ۶۵٫۱۶۷°غربی   | کانادا              | نوا اسکوشیا |
| ۴۵°۰′ شمالی ۶۱°۵۷′ غربی / ۴۵٫۰۰۰°شمالی ۶۱٫۹۵۰°غربی   | اقیانوس اطلس        | |
| ۴۵°۰′ شمالی ۱°۱۲′ غربی / ۴۵٫۰۰۰°شمالی ۱٫۲۰۰°غربی     | فرانسه              | ناحیه آکیتن - گذرکردن از شمال بوردو (فرانسه)                                                                               |